# MS-DOS
MS-DOS je poznati proizvod tvrtke Microsoft čije ime dolazi od složenice MicroSoft Disk Operating System koji je primijenjen na prvom PC računalu kojeg je razvila tvrtka IBM 1981. godine. U gotovo neizmijenjenom obliku zadržao se sve do kraja devedesetih godina 20. stoljeća. U osnovi, radi se o operacijskom sustavu koji se isključivo bavio diskovima ili DOS u kojem nema nikakvog grafičkog sučelja (dakle isključivo tekstualno sučelje), a pokretanje aplikacija i unošenje naredbi sustavu obavlja se tipkovnicom. Iz masovne upotrebe počeo ga je istiskivati Microsoft Windows koji je u svojim počecima izrazito ovisio o MS-DOS-u te je predstavljao tek nešto više od grafičkog sučelja DOS-a. Windows se sa svojim novijim inačicama sve više grafički udaljavao od DOS-a, no i dalje je bio baziran na njemu te bez DOS-a Windows ne bi funkcionirao. DOS je, što se programerskih mogućnosti tiče, bio bolji od Windowsa, ali i kompliciraniji za korištenje.

## Povijest razvoja i inačice

### Povijest razvoja
MS-DOS je razvila tvrtka Seattle Computer Products i nazvala ga 86-DOS, no tada je Microsoft kupio SCP, i licencirao taj proizvod IBM-u kao MS-DOS. IBM je paralelno s MS-DOS-om izdavao i svoj PC-DOS, a razlika se mogla vidjeti na dva načina:
- komanda ver bi ispisala ili MS-DOS ili PC-DOS i oznaku inačice (1.0, 3.3, 6.22)
- MS-DOS bootabilna disketa imala je sistemske datoteke io.sys i msdos-sys, dok je PC-DOS inačica imala ibmbio.com i ibmdos.com

### Inačice
Sve inačice s PC-DOS u nazivu Microsoft je razvio za IBM i za njihova računala, dok je inačice s prefiksom MS izdavao i prodavao posebno, a njih su koristili proizvođači računalnih klonova ili kompatibilnih računala.
- PC-DOS 1.0 - kolovoz 1981. - s prvim IBM-PC
- PC-DOS 1.1 - svibanj 1982.
- MS-DOS 1.25 - svibanj 1982. - za prva kompatibilna IBM računala
- MS-DOS 2.0 - ožujak 1983.
- PC-DOS 2.1 - listopad 1983.
- MS-DOS 2.11 - ožujak 1984.
- MS-DOS 3.0 - kolovoz 1984.
- MS-DOS 3.1 - studeni 1984.
- MS-DOS 3.2 - siječanj 1986.
- PC-DOS 3.3 - travanj 1987.
- MS-DOS 3.3 - kolovoz 1987.
- MS-DOS 4.0 - lipanj 1988.
- PC-DOS 4.0 - svibanj 1988.
- MS-DOS 4.01 - studeni 1988.
- MS-DOS 5.0 - lipanj 1991.
- MS-DOS 6.0 - ožujak 1993.
- MS-DOS 6.2 - studeni 1993.
- MS-DOS 6.21 - veljača 1994.
- PC-DOS 6.3 - travanj 1994.
- MS-DOS 6.22 - lipanj 1994. - zadnja samostalna verzija
- PC-DOS 7.0 - travanj 1995.
- Windows 95/DOS 7.0 - kolovoz 1995. - prva nesamostalna verzija
- Windows 95 OSR2/DOS 7.1 - kolovoz 1997. - dodana podrška za datotečni sustav FAT32

## Kompatibilne verzije
- PC-DOS
- 4DOS
- DR-DOS
- FreeDOS
- OpenDOS
- PTS-DOS

## Vanjske poveznice
- 4DOS download  Arhivirana inačica izvorne stranice od 1. rujna 2006. (Wayback Machine)
- Sve o MS-DOS-u  Arhivirana inačica izvorne stranice od 22. veljače 2007. (Wayback Machine) (engl.)